# Peluda d'escates fines
La peluda d'escates fines (Arnoglossus tenuis) és un peix teleosti de la família dels bòtids i de l'ordre dels pleuronectiformes present des de les costes del sud del Japó i de la mar de la Xina Meridional fins a Queensland (Austràlia) i Nova Caledònia.
Pot arribar als 12 cm de llargària total.